# Ara que tinc vint anys (álbum)
Ara que tinc vint anys (Ahora que tengo veinte años, en lengua castellana) es el primer álbum LP del cantautor Joan Manuel Serrat grabado en estudio y editado en 1967 por la compañía discográfica Edigsa.
Desde 1965 se fueron editando varios discos EP que contenían algunos temas que posteriormente se incluirían en este disco LP en conjunto, otros se editarían en Com ho fa el vent y posteriormente en el recopilatorio Encontre (1980). 
En 1965 se edita la primera grabación de Serrat con cuatro canciones, se trata del EP Una guitarra con las canciones "Una guitarra", "Ella em deixa", "La mort de l'avi" y "El mocador". En 1966, el segundo EP Ara que tinc vint anys con las canciones "Ara que tinc vint anys", "Quan arriba el fred", "El drapaire" y "Sota un cirerer florit". 
El músico Francesc Burrull colabora con Joan Manuel Serrat desde 1967 firmando los arreglos del EP Cançó de matinada donde figuran los temas "Cançó de matinada", "Me'n vaig a peu", "Paraules d’amor" y "Les sabates". En 1967 aparece el sencillo con los populares temas "La tieta" y "Cançó de bressol", así como este primer disco de larga duración, el histórico LP en catalán Ara que tinc vint anys incluyó algunas de estas canciones, además de "Balada per a un trobador", "Els vells amants" y "Els titelles".

## Consideraciones técnicas
- Letras de las canciones: Joan Manuel Serrat
- Música de las canciones: Joan Manuel Serrat
- Arreglos y dirección de orquesta: Antoni Ros-Marbà, excepto en los temas «Ara que tinc vint anys», «La mort de l'avi» y «Me'n vaig a peu» que son de Lleó Borrell.
- Compañía Discográfica: Edigsa
- Referencia del LP: C.M. 175 L - Dep. Legal B. 13.783/1967
- Técnicos de Grabación: Manuel Bolívar y Josep Garcia
- Dirección Técnica: Salvador Gratacòs
- Fotografías: Josep Puvill
- Diseño de portada: Jordi Fornas

## Músicos que intervinieron
- Guitarra: Ferran Figuereas Orteu
- Contrabajo: Enric Ponsa
- Violín: Josep M. Alpiste
- Violoncelo: Josep Trotta
- Arpa: María Luisa Ibáñez
- Acordeón: Miquel Dochado
- Trompa: Nicanor Sans
- Clarinete: Juli Pañella

## Canciones
1. "Ara que tinc vint anys" - 2:28: Declaración de principios del autor. Señala las posibilidades de la juventud, y que a pesar de la adversidad, aún le quedan fuerzas para seguir soñando.
2. "La tieta" - 5:50: La historia de una mujer, que al no casarse, debe resignarse a ser "La Tía soltera" de la familia. Personaje muy común en el barrio de la infancia del autor.
3. "Balada per a un trobador" - 3:09
4. "Una guitarra" - 2:47
5. "Els vells amants" - 3:33: Serrat le canta a la tierna relación amorosa entre dos personas de la tercera edad, que no tienen miedo de demostrarse, a través de sutiles gestos, su amor en público.
6. "Cançó de bressol" - 4:18: Canción que se abre con una copla en castellano, esta canción ha sido objeto de polémica en repetidas ocasiones.
7. "El drapaire" - 3:03: En español, conocido como el Trapero, o incluso aún como El viejo del saco, un personaje que es común a todos los países con gente en precaria situación.
8. "La mort de l'avi" - 2:52: Un viejo pescador ha muerto, y la red y la barca ya nunca saldrán a pescar. El abuelo ha muerto, y Serrat canta una triste canción sobre el evento.
9. "Me'n vaig a peu" - 3:10: Una canción de escape, una de las más populares de este disco, junto a Ara que tinc vint anys. El autor expresa su intención de romper con todo y marcharse, ni siquiera en un medio de transporte que brinde comodidad, sino que, simplemente, a pie.
10. "Els titelles" - 4:31: La relación de los títeres, los niños que disfrutan la función, y el titiritero, en un tono más intimista.

## Descripción de la carátula
Joan Manuel Serrat aparece, con pelo corto, un primer plano en escena con su guitarra, la iluminación tiñe el ambiente en rojo.

## Otras interpretaciones de estas canciones por Serrat
- Ara que tinc vint anys
  - Incluida en el recopilatorio Serrat: 12 anys en 1981.
  - Según Serrat, la canción más amortizada de todo su repertorio, la cantó cuando tenía veinte años, con cuarenta y con sesenta. La ha reinterpretado modificando en dos ocasiones su letra, para celebrar su cuadragésimo aniversario la grabó con el título Fa vint anys que tinc vint anys, dando título a un nuevo disco en 1984, y ya con sesenta años cantó Fa vint anys que dic que fa vint anys que tinc vint anys grabada en Serrat sinfónico en 2003.
  - Incluida en el recopilatorio Encontre en 1980.
- La tieta
  - Incluida en el recopilatorio Serrat: 12 anys en 1981.
  - Serrat la vuelve a grabar en su doble disco En directo en 1984.
- Una guitarra
  - Incluida en el recopilatorio Encontre en 1980.
  - Incluida en el recopilatorio Serrat: 12 anys en 1981.
- Els vells amants
  - Incluida en el recopilatorio Serrat: 12 anys en 1981.
- Cançó de bressol
  - Incluida en el recopilatorio Serrat: 12 anys en 1981.
  - Es una canción que Serrat ha cantado en numerosas giras hasta la actualidad, pero significativamente la cantó en su participación en los actos de la Diada Nacional de Cataluña en 2004.
  - Incluida en el recopilatorio Encontre en 1980.
- El drapaire
  - Serrat la cantó en portugués en un sencillo editado en Portugal en 1969 con el título O ferro velho, en adaptación de Alexander O'Neill, la misma que grabó también el fadista Carlos do Carmo, se publicó conjuntamente con la canción El titiritero (O saltimbanco). También se publica en Portugal en ese mismo año dentro del LP Joan Manuel Serrat...e as suas canções.
  - Incluida en el recopilatorio Encontre en 1980.
- La mort de l'avi
  - Incluida en el recopilatorio Encontre en 1980.
  - Incluida en el recopilatorio Serrat: 12 anys en 1981.
- Me'n vaig a peu
  - Incluida en el recopilatorio Serrat: 12 anys en 1981.
  - Se incluye nueva versión en el doble disco Banda sonora d'un temps, d'un país en 1986.
  - Se incluye nueva versión a dúo con Víctor Manuel en el disco El gusto es nuestro en 1996.

## Versiones por otros intérpretes
De las canciones que componen este disco se han interpretado algunas versiones en otras voces posteriormente:
- Ara que tinc vint anys: 
  - Manel Camp (Cançons, 1999), versión instrumental al piano.
  - Companyia Elèctrica Dharma (20 anys de Dharma, 1994), con el título Ara que tenim 20 anys.
  - Santi Vendrell (Concert acústic, 2002).
  - Orquestra Simfònica del Vallès dirigida por Salvador Brotons (El Concert dels 20 anys de Catalunya Ràdio, 2003).
  - Polifònica de Puig-reig (País de cançons, 2004), con arreglos de Manel Camp.
  - Sabor de Gràcia en Per al meu amic Serrat, 2006.
- La tieta: 
  - Mina Mazzini, en diversos discos desde 1969, versión italiana con el título Bugiardo e incosciente, en adaptación de Paolo Limiti.
  - Manzanita en versión en castellano (en sus discos Málaga gitana, 1986 y Locura de amor, 2001).
  - Santi Vendrell (Concert acústic, 2002).
  - Ornella Vanoni (Argilla, 2004), versión italiana: Bugiardo e incosciente.
  - Francesco Guccini (Ritratti, 2004 y Anfiteatro Live, 2005) en dialecto modenés con el título de La ziatta.
  - Joan Isaac en el disco colectivo Per al meu amic Serrat, 2006.
- Balada per a un trobador:
  - Kiko Veneno en Serrat, eres único, 1995.
  - Pau Riba en Per al meu amic Serrat, 2006.
- Una guitarra:
  - Tete Montoliu (Tete Montoliu interpreta a Serrat, 1982 y Tete Montoliu interpreta a Serrat hoy, 1996).
- Els vells amants:
  - Tete Montoliu (Tete Montoliu interpreta a Serrat, 1982 y Tete Montoliu interpreta a Serrat hoy, 1996).
  - Josep Carreras (T'estim i t'estimaré, 2006).
  - Ricard Miralles, en medley con la canción Com ho fa el vent en Per al meu amic Serrat (2006) y en la gira de Mô (2006).
- Cançó de bressol:
  - Pascal Comelade, en Per al meu amic Serrat, 2006 y en su disco Mètode de Rocanrol (2008).
- El drapaire: 
  - Carlos do Carmo, versión portuguesa en adaptación del poeta Alexandre O'Neill, con el título de O ferro velho, en sus discos Canoas do Tejo (LP 1972 y CD 1997) y O melhor dos melhores, 1992.
  - Miquel Gil, versión en catalán en Per al meu amic Serrat, 2006.
- Me'n vaig a peu: 
  - Tete Montoliu (Tete Montoliu interpreta a Serrat, 1982 y Tete Montoliu interpreta a Serrat hoy, 1996).
  - Orquestra Plateria (Ballautors, 1990).
  - Sabor de Gràcia (Tots els colors, 1997).
  - Moncho (On és la gent?, 2003).
  - Miquela Lladó (Com un ventall, 2004 y también en el recopilatorio Per al meu amic Serrat, 2006).
  - Víctor Manuel, en la gira y disco El gusto es nuestro, a dúo con Serrat en 1996.
  - Peret en el recopilatorio Per al meu amic Serrat, 2006.
  - Laura Simó y Francesc Burrull en Laura Simó & Francesc Burrull interpreten Serrat (2007).

## Críticas
El disco causó sensación entre el público catalanohablante, pero no consiguió triunfar más allá de Cataluña. El disco en sí no obtuvo muy buenas críticas y no fue de especial agrado para el régimen franquista pero sus canciones se han ido inmortalizando a lo largo de los tiempos y muchos otros autores han aportado sus versiones de diversos temas del álbum.